# International 200 1953
International 200 1953 var ett stockcarlopp ingående i  Nascar Grand National Series (nuvarande Nascar Cup Series) som kördes 21 juni 1953 på den 1 mile (1 609 meter) långa ovalbanan Langhorne Speedway i Langhorne, Pennsylvania. Totalt avverkades 200 miles (321,868 km) fördelat på 200 varv. Banunderlaget var dirt. Loppet vanns av Dick Rathman i en Hudson på tiden 3:06.14 körandes för Walt Chapman. Rathmans snitthastighet var 70,051 mph. Rathman tog ledningen på första varvet och behöll ledningen in i mål. Han var vid målgång ensam förare på ledarvarvet, fyra varv före tvåan Lee Petty. Prispotten uppgick till 8 750 dollar, varav 2 500 dollar gick till segraren.
Langhorne Speedway var ökänd som en farlig bana och genom tiderna skulle ett flertal förare mista sitt liv på banan. Farterna var för den tiden höga på grund av att banan var i stort sett helt rund samt saknade bankning. Frank Arford från Indianapolis skadades svårt under kvalet inför loppet och avled strax därefter på Trenton Mercer County Hospital. 31 förare hade hunnit kvalat in, men kvalet avbröts efter Arfords olycka. De bilar som anmäldes efter det fick startnummer 31-38 i tur och ordning.
Loppet var det första som var öppet för både amerikanska och utländska bilar. Det marknadsfördes som "Foreign Cars vs. American Stocks". I startfältet fanns utöver amerikanska bilmärken sex Jaguarer, två Porsche, en Aston Martin och en Volkswagen Typ 1. Detta i en tid då Nascar med Bill Francis i spetsen fortfarande ville att Nascar förutom racing skulle vara en marknadsföringskanal för standardbilar. De så kallade muskelbilarna gjorde inte entré i Nascar förrän på 1960-talet.

## Resultat
| Plc     | Nr   | Förare            | Team/ bilägare    | Konstruktör      | Start | Varv | Ledda varv |
| ------- | ---- | ----------------- | ----------------- | ---------------- | ----- | ---- | ---------- |
| 1       | 120  | Dick Rathman      | Walt Chapman      | Hudson           | 2     | 200  | 200        |
| 2       | 42   | Lee Petty         | Petty Enterprises | Dodge            | 21    | 196  | 0          |
| 3       | 80   | Jim Paschal       | George Hutchens   | Dodge            | 37    | 191  | 0          |
| 4       | 92   | Herb Thomas       | Herb Thomas       | Hudson           | 17    | 188  | 0          |
| 5       | 2    | Bill Blair        | Bill Blair        | Oldsmobile       | 34    | 187  | 0          |
| 6       | 15   | Dick Allwine      | i.u.              | Jaguar           | 4     | 184  | 0          |
| 7       | 91   | Tim Flock         | Ted Chester       | Hudson           | 12    | 182  | 0          |
| 8       | 10   | Nick Fornoro      | i.u.              | Porsche          | 38    | 181  | 0          |
| 9       | 23   | Billy Oswald      | i.u.              | Porsche          | 38    | 174  | 0          |
| 10      | 60   | Bill Rexford      | Julian Buesink    | Chevrolet        | 24    | 173  | 0          |
| 11      | 4    | Charlie Miller    | i.u.              | Jaguar           | 9     | i.u. | 0          |
| 12      | 8    | Frankie Schneider | i.u.              | Jaguar           | 5     | i.u. | 0          |
| 13      | 53   | Ronnie Kohler     | John Golabek      | Plymouth         | 30    | i.u. | 0          |
| 14      | 82   | Joe Eubanks       | Phil Oates        | Hudson           | 7     | i.u. | 0          |
| 15      | 5    | Frank Price       | i.u.              | Plymouth         | 31    | i.u. | 0          |
| 16      | 213  | Mike Magill       | Michael Jarema    | Lincoln          | 13    | i.u. | 0          |
| 17      | 7    | Geoffrey Dessault | i.u.              | Oldsmobile       | 28    | i.u. | 0          |
| 18      | 66   | Pepper Cunningham | Pepper Cunningham | Hudson           | 22    | i.u. | 0          |
| 19      | 18   | Dick Hagy         | i.u.              | Volkswagen Typ 1 | 32    | i.u. | 0          |
| 20      | 41   | Jimmie Lewallen   | John Eanes        | Oldsmobile       | 36    | i.u. | 0          |
| 21      | 43   | Ray Duhigg        | Dave Quate        | Dodge            | 26    | i.u. | 0          |
| 22      | 16   | Johnny Zeke       | i.u.              | Jaguar           | 8     | i.u. | 0          |
| 23      | 22   | Lloyd Shaw        | i.u.              | Jaguar           | 1     | i.u. | 0          |
| 24      | 46   | Ralph Liguori     | Ralph Liguori     | Lincoln          | 14    | i.u. | 0          |
| 25      | 33   | Gordon Bracken    | Gordon Bracken    | Hudson           | 23    | i.u. | 0          |
| 26      | 34   | Andy Winfree      | Andy Winfree      | Plymouth         | 27    | i.u. | 0          |
| 27      | 1    | Steve McGrath     | i.u.              | Aston Martin     | 16    | i.u. | 0          |
| 28      | 99   | Larry Schultz     | Matt Gowan        | Plymouth         | 25    | i.u. | 0          |
| 29      | 167  | Elton Hildreth    | Elton Hildreth    | Nash             | 18    | i.u. | 0          |
| 30      | 40   | Tommy Thompson    | Tommy Thompson    | Oldsmobile       | 11    | i.u. | 0          |
| 31      | 14   | Fonty Flock       | Frank Christian   | Hudson           | 10    | i.u. | 0          |
| 32      | 192  | Nick Nicolette    | i.u.              | Oldsmobile       | 20    | i.u. | 0          |
| 33      | 131  | Ray Sherman       | i.u.              | Hudson           | 29    | i.u. | 0          |
| 34      | 31   | Al Keller         | George Miller     | Hudson           | 33    | i.u. | 0          |
| 35      | 78   | Slick Smith       | Frank Arford      | Oldsmobile       | 19    | i.u. | 0          |
| 36      | 87   | Buck Baker        | Bob Griffin       | Oldsmobile       | 6     | i.u. | 0          |
| 37      | E-40 | Ken Marriott      | i.u.              | Jaguar           | 15    | i.u. | 0          |
| 38      | 4    | Leo Bergeron      | i.u.              | Hudson           | 35    | i.u. | 0          |
| Källor: |      |                   |                   |                  |       |      |            |